# Трудеринг (станция метро)
«Трудеринг» (нем. Trudering) — станция Мюнхенского метрополитена, расположенная на линии  между станциями «Крайллерштрассе» и «Мосфельд». Станция находится в районе Трудеринг-Рим (нем. Trudering-Riem). Имеет пересадку на одноименную станцию городской электрички.

## История
Открыта 29 мая 1999 года в составе участка «Инсбрукер Ринг» — «Мессештадт Ост». Станция названа именем района, в котором она находится.
Во время строительства южного туннеля 20 сентября 1994 года произошла авария, при которой обрушился потолок из-за просачивающейся воды. В кратер провалился стоящий на остановке автобус. Погибли два пассажира и один строитель.

## Архитектура и оформление
Станция глубокого заложения (24 метра). Платформы расположены в отдельных туннелях и смещены относительно друг к другу, у выходов располагаются два коротких аванзала для перехода между путями. Естественно оставленные путевые стены выкрашены в красный цвет. Перронные стены и потолок облицованы алюминиевыми листами. Один ряд ламп, на каждой платформе, светят в алюминиевый экран на потолке, который косвенно распределяет свет. Платформа выложена большими светлыми и маленькими тёмными гранитными плитами. Имеет два выхода по обоим концам платформы. В восточном торце платформы расположен лифт.

## Таблица времени прохождения первого и последнего поезда через станцию
|                                     | Воскресенье — Четверг (ч:мм) | Пятница — Суббота (ч:мм) |
|                                     | первый                       |                          |
| последний                           |                              |                          |
| В сторону станции «Крайллерштрассе» | 4:15                         | 4:15                     |
| В сторону станции «Крайллерштрассе» | 0:57                         | 1:57                     |
| В сторону станции «Мосфельд»        | 4:51                         | 4:51                     |
| В сторону станции «Мосфельд»        | 1:34                         | 2:34                     |

## Пересадки
Проходят автобусы следующих линий: 139, 146, 192, 193, 194 и ночные N49, а также городская электричка линий S4 и S6. Есть перехватывающая парковка на 211 мест.
| Предыдущая станция | Расстояние | Линия | Расстояние | Следующая станция |
| ------------------ | ---------- | ----- | ---------- | ----------------- |
| Крайллерштрассе    | 1207 м     |       | 959 м      | Мосфельд          |